# Pneumatika
Pneumatika (Πνευματικά) ist ein Traktat über Pneumatik und Hydraulik des Heron von Alexandria, die Maschinen behandelt, die vermittels Luft-, Dampf- oder Wasser-Druck bzw. Druckunterschieden arbeiten. Darunter befinden sich auch der Heronsball und die „Wasserorgel“ (hydraulis).

## Überlieferung
Das Traktat wurde im Griechischen überliefert und wurde auch ins Deutsche übersetzt.

## Abbildungen

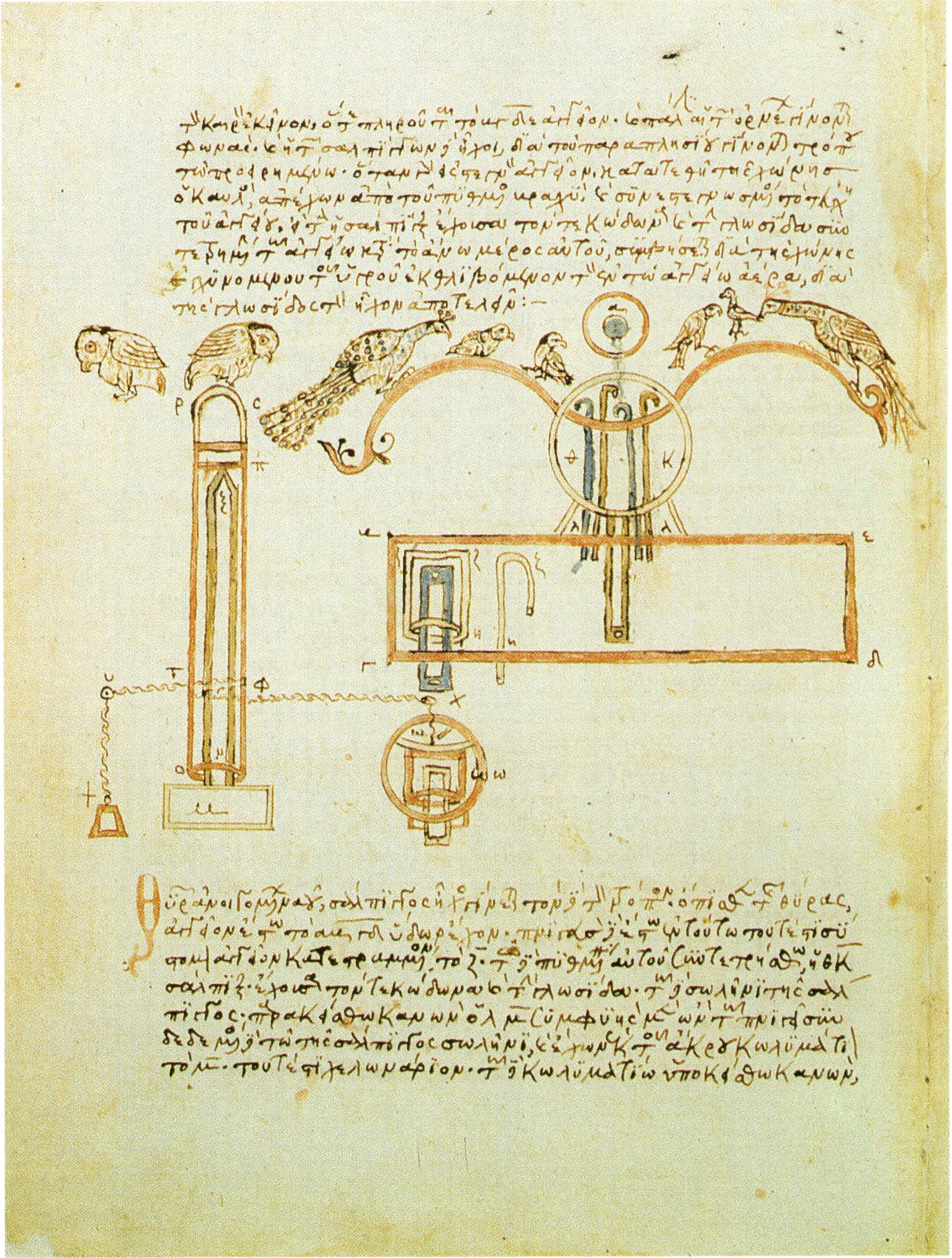
Heron von Alexandria, Pneumatica 1,16: Technische Zeichnung eines hydraulischen Apparates der singenden künstlichen Vögel in der Handschrift Venedig, Biblioteca Nazionale Marciana, Gr. 516, fol. 172v (frühes 14. Jahrhundert)
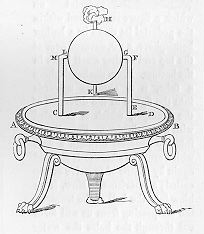
Aeolipile oder Heronsball
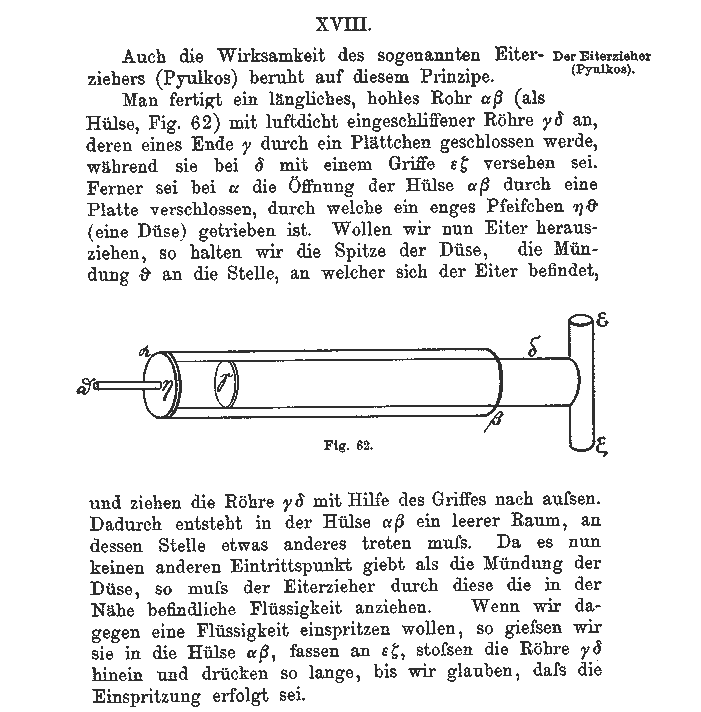
Beschreibung des „Pyulkos“ oder Eiterziehers in einer Übersetzung